# Omloop van het Waasland 1985
 De 21e editie van de Belgische wielerwedstrijd Omloop van het Waasland vond plaats op 17 maart 1985. De start en finish vonden plaats in Kemzeke. De winnaar was William Tackaert, gevolgd door Dirk Heirweg en Patrick Deneut.

## Uitslag
| Omloop van het Waasland 1985 |                  |                            |         |
| Plaats                       | Naam             | Ploeg                      | Tijd    |
| Winnaar                      | William Tackaert | Fangio-Ecoturbo-Eylenbosch | 5u03'0" |
| 2                            | Dirk Heirweg     | Safir-Van De Ven           | z.t.    |
| 3                            | Patrick Deneut   | Euro-Soap-Crack            | 4"      |

1965 · 1966 · 1967 · 1968 · 1969 · 1970 · 1971 · 1972 · 1973 · 1974 · 1975 · 1976 · 1977 · 1978 · 1979 · 1980 · 1981 · 1982 · 1983 · 1984 · 1985 · 1986 · 1987 · 1988 · 1989 · 1990 · 1991 · 1992 · 1993 · 1994 · 1995 · 1996 · 1997 · 1998 · 1999 · 2000 · 2001 · 2002 · 2003 · 2004 · 2005 · 2006 · 2007 · 2008 · 2009 · 2010 · 2011 · 2012 · 2013 · 2014 · 2015 · 2016 · 2017 · 2018 · 2019 · 2020 · 2021 · 2022 · 2023 · 2024